# Ilex hookeri
Ilex hookeri là một loài thực vật có hoa trong họ Aquifoliaceae. Loài này được King mô tả khoa học đầu tiên năm 1887.